# Carel Kral
Carel Hinderikus Kral (Nieuwe Pekela, 18 mei 1917 - Oude Pekela, 8 januari 1995) was een Nederlandse ondernemer en fotograaf.

## Biografie
Kral was een zoon van de kleermaker Henderikus Johannes Kral en Anna Alida Dontje. Hij was gehuwd met Annechina Maria Többen uit Valthermond.
Kral was de oprichter en directeur van Kral Beheer B.V. met als onderdelen de Kral Fotogroep, Kral Textielgroep en de Kral Vakgroep. Hij startte in 1938 in Nieuwe Pekela een bedrijfje dat voorzag in het maken van pasfoto's. Al spoedig werd de handel in foto-artikelen hieraan toegevoegd. In 1953 werd te Oude Pekela het eerste filiaal van Kral gevestigd. Dit filiaal werd de hoofdvestiging van de onderneming. De onderneming werd daarna spoedig uitgebreid met filialen in onder andere Veendam, Stadskanaal, Hoogeveen, Emmen, Winschoten, Groningen, Apeldoorn, Enschede, Nijmegen en Amersfoort. De hoofdvestiging in Oude Pekela werd uitgebreid met een afdeling brillen en contactlenzen. In Groningen en Emmen begon Kral tevens met de verkoop van vrijetijdskleding. Toen het bedrijf in 1988 50 jaar bestond, waren bij Kral Beheer B.V. meer dan 100 mensen werkzaam.
Kral was Ridder in de Orde van Oranje Nassau. Hij is begraven op de Rooms Katholieke begraafplaats in Oude Pekela.